# جلوب آسيا (مجلة)
مجلة جلوب آسيا أو مجلة عالم آسيا (بالإنجليزية: GlobeAsia Magazine) هي مجلة للمال والأعمال تصدر من إندونيسيا، وهي أيضًا موقع الويب تم إنشاؤه في عام 2007م. مؤسسها ورئيس تحريرها هو شويب كاجدا. المجلة جزء من مجموعة ليبو Lippo Group وبريتاساتو الإعلامية القابضة. 
مجلة جلوب آسيا هي أول مجلة أعمال باللغة الإنجليزية في إندونيسيا. على غرار مجلة فوربس، تقوم المجلة بتوزيع قوائمها الخاصة لأغنياء إندونيسيا، وأكبر الشركات الإندونيسية، والمزيد من الإحصاءات والدراسات والأخبار.